# Establet
Establet ist eine französische Gemeinde mit 25 Einwohnern (Stand 1. Januar 2022) im Süden des Départements Drôme in der Region Auvergne-Rhône-Alpes. Sie gehört zum Kanton Le Diois und zum Kommunalverband Pays Diois.

## Geografie
Establet liegt etwa 30 Kilometer nordöstlich von Nyons.

## Bevölkerungsentwicklung
| Jahr                       | 1962 | 1968 | 1975 | 1982 | 1990 | 1999 | 2006 | 2016 |
| Einwohner                  | 49   | 33   | 25   | 14   | 19   | 21   | 26   | 28   |
| Quellen: Cassini und INSEE |      |      |      |      |      |      |      |      |

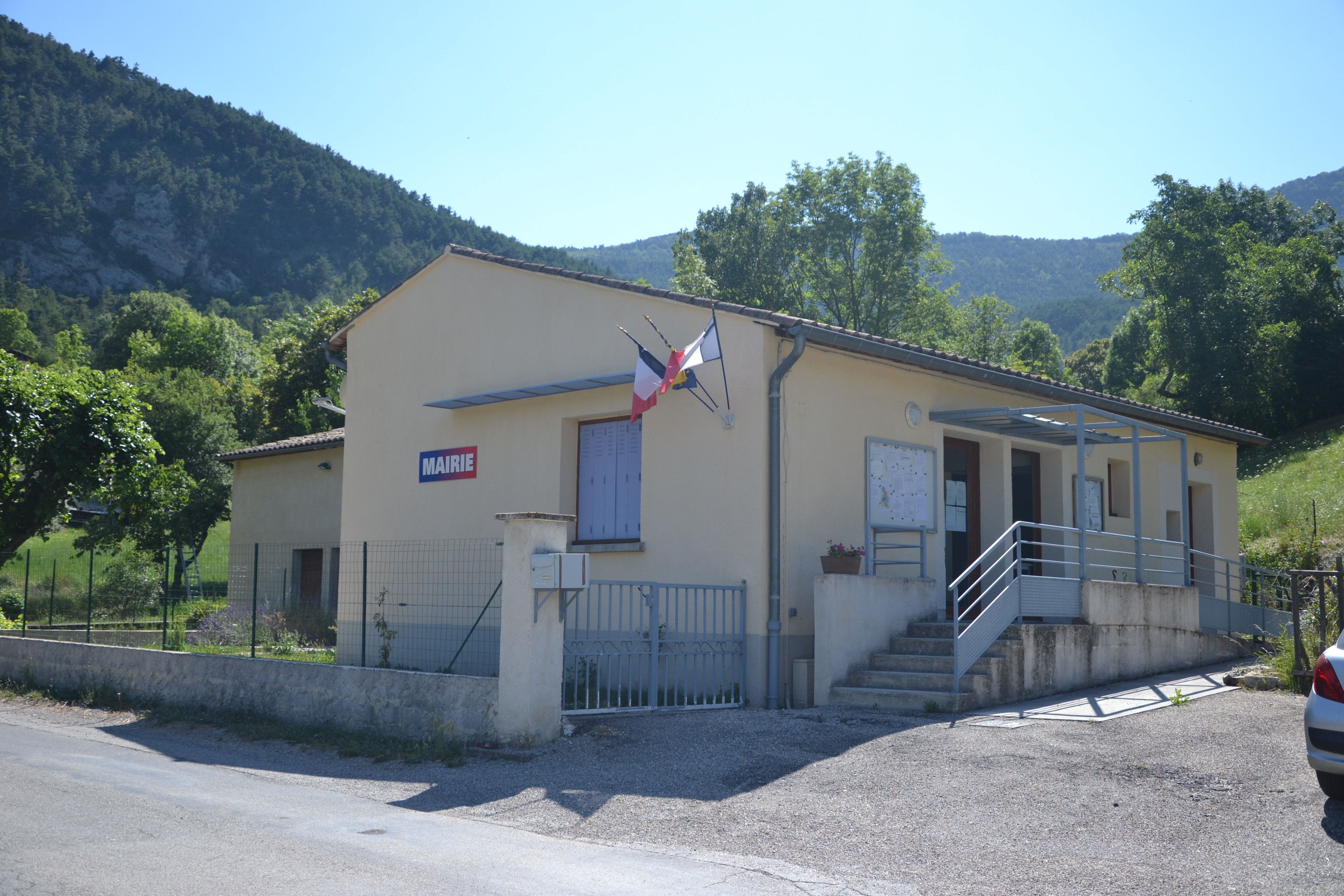
Mairie Establet
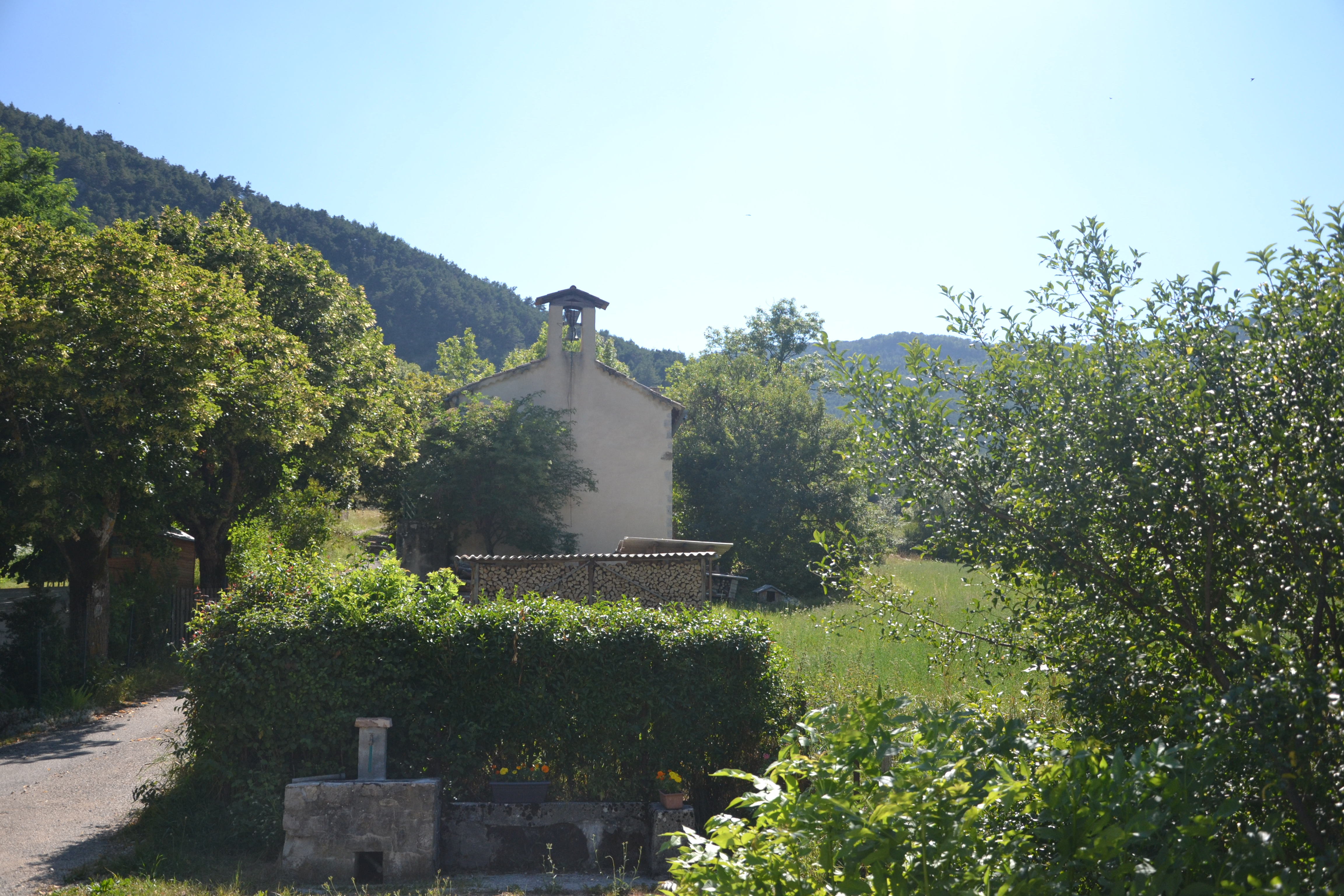
Protestantische Kirche